# Stefen Fangmeier
Stefen Markus Fangmeier(nascut el 9 de desembre de 1960 a El Paso, Texas, Estats Units) és un supervisor d'efectes visuals i director de cinema nord-americà. Va guanyar el Premi als millors efectes especials al XXXI Festival Internacional de Cinema Fantàstic de Catalunya per Small Soldiers. Va treballar en nombrosos llargmetratges importants, com ara Un seguit de desgràcies catastròfiques de Lemony Snicket, Salvem el soldat Ryan, Terminator 2, Twister, La tempesta perfecta i Master and Commander: The Far Side of the World. També ha estat director de segona unitat de dues pel·lícules, El caçador de somnis (2003) i Galaxy Quest (1999). Després de més de 15 anys de treball d'efectes visuals, Fangmeier es va dedicar a la direcció de llargmetratges amb el seu debut a Eragon, que es va publicar el 2006 amb crítiques negatives però va tenir èxit a la taquilla
Des de Eragon, Fangmeier s'ha centrat en gran manera a supervisar i dirigir efectes visuals, inclòs per a la vuitena temporada de Game of Thrones i  Sin City: A Dame to Kill For.Fangmeier parla alemany i anglès, i viu a Los Angeles.